# Tyla King
Tyla King, född 1 juli 1994, är en nyzeeländsk rugbyspelare. Hon ingick i det nyzeeländska lag som tog silver i sjumannarugby vid OS 2016 i Rio de Janeiro och guld vid OS 2020 i Tokyo och OS 2024 i Paris.